# Onychohydrus hookeri
Onychohydrus hookeri là một loài bọ cánh cứng trong họ Bọ nước. Loài này được White miêu tả khoa học năm 1846.